# Leoni Balzer
Leoni Balzer (* 18. Januar 2006 in Davos) ist eine Schweizer Eishockeyspielerin, die seit 2023 für die HC Davos Ladies in der höchsten Schweizer Fraueneishockeyliga, der Women’s League, spielt und seit 2024 Mitglied der Schweizer Frauen-Nationalmannschaft ist.

## Karriere
Bereits seit dem zweiten Lebensjahr steht Leoni Balzer auf dem Eis, inspiriert durch ihren älteren Bruder. Sie durchlief zunächst die männlichen Nachwuchsteams beim HC Davos und musste sich daher als Spielerin in einer von Knaben dominierten Sportart ständig beweisen. Zwischen 2021 und 2023 spielte Balzer für die Thurgau Indien Ladies und gewann mit dem Team 2023 die Bronzemedaille in der Women’s League. Im Mai 2023 wechselte das komplette Frauenteam aus Thurgau zum HC Davos. In der Saison 2023/24 wurde sie als «Bester Rookie» der Liga ausgezeichnet. Ihr aktueller Vertrag läuft bis am 30. April 2026.
Ihr Ziel ist es, an den Olympischen Winterspielen 2026 teilzunehmen und nach Nordamerika in die Professional Women’s Hockey League zu wechseln.

### International
Leoni Balzer durchlief in der Schweiz die Nachwuchsnationalteams. Im Jahr 2023 nahm sie an den U18-Weltmeisterschaften in Schweden und im Jahr 2024 in der Schweiz teil. Im April 2024 hatte sie ihren ersten Einsatz bei der Frauen-Weltmeisterschaft in Utica in den USA als eine der jüngsten Spielerinnen im Schweizer Kader. Ein Jahr später spielte sie in Budweis ihre zweite Weltmeisterschaft.

## Auszeichnungen
- 2024 Bester Rookie der Women’s League